# 불교는 왜 진실인가
불교는 왜 진실인가(부제: 명상과 깨달음의 과학)은 언론이이자 진화 심리학자인 로버트 라이트의 2017년 책이다. 2017년 8월 이 책은 논픽션 양장본 부문에서 뉴욕타임스 베스트셀러에서 4위를 기록했다.

## 내용
이 책에서, 로버트 라이트는 환생과 같은 초자연적 현상에 대한 믿음을 배제하고, 마음챙김 명상과 같은 세속적이고 서구화 된 불교 양식을 옹호한다. 그는 또한 명상의 보편화는 타인에 대한 감수성, 동정심, 공감을 일깨워 미국 사회 전반에 만연한 정치적 부족주의를 줄일 수 있다고 주장한다. 그는 또한 인간 고통의 원인에 대한 불교의 진단은 진화 생물학과 진화 심리학에 비춰볼 때 타당하다고 진단한다. 마음모듈이론과 불교의 가르침 중 무아론의 공통점 또한 집중적으로 다루고 있다.

## 반응

### 긍정적
| “ | 라이트의 책에는 시나 역설이 없습니다. [...] 그러나 라이트가 당신에게 심오하거나 아름다운 것을 말하고 있다고 느끼지 않는다면 직접 연습과 모호하지 않고 직접 명상 연습을 통해 자신의 역사를 추적했습니다. 결국 그는 일주일에 걸친 퇴각과 불교 교리에 대한 강렬한 연구로 이어졌으며 불교 사상과 역사를 분명하게 만들어줍니다. | ” |
|   | — Adam Gopnik의 뉴요커의 리뷰 |   |

| “ | 라이트의 책은 도발적이고 유익하며 많은 면에서 읽을만하다. | ” |
|   | — 신경 과학자 안토니오 다 마시오                          |   |

| “ | 세속적인 불교 원칙에 근거한 개인 명상 연습. | ” |
|   | — Kirkus Reviews                            |   |

| “ | 유쾌하고 개인적이지만 광범위하게 중요한 새 책 | ” |
|   | — 미국 공영방송의 저술가 인 애덤 프랭크       |   |

| “ | 진실과 자유에 대한 그의 웅장한 주장을 라이트가 완전히 증명하는 것은 아니지만, 그의 주장에는 많은 흥미롭고 명민한 주장들이 포함되어있다. | ” |
|   | — 워싱턴 포스트 |   |

### 부정적
에반 톰슨 (Evan Thompson)은 2020년에 라이트의 책이 담고 있는 불교예외주의에 대해 의문을 제기했다. 그에 따르면 불교예외주의는 불교가 다른 종교보다 우월하며 실제로 종교가 아니라 일종의 마음 과학, 치료, 철학이라는 주장이다. 톰슨은 라이트의 세속적이고 자연적 불교에 의문을 제기했으며, 과연 라이트의 말대로 불교만이 진화심리학을 독자적으로 설명할 수 있는지에 대해서도 회의감을 표현했다.

## 같이 보기
- 조셉 골드스타인
- 존 카밧진